# Fairfax (Vermont)
Fairfax és una població dels Estats Units a l'estat de Vermont. Segons el cens del 2000 tenia 3.765 habitants.

## Demografia
Segons el cens del 2000, Fairfax tenia 3.765 habitants, 1.222 habitatges, i 966 famílies. La densitat de població era de 36,2 habitants per km².
Dels 1.222 habitatges en un 44,6% hi vivien nens de menys de 18 anys, en un 68,8% hi vivien parelles casades, en un 5,8% dones solteres, i en un 20,9% no eren unitats familiars. En el 14,8% dels habitatges hi vivien persones soles el 4,8% de les quals corresponia a persones de 65 anys o més que vivien soles. El nombre mitjà de persones vivint en cada habitatge era de 2,89 i el nombre mitjà de persones que vivien en cada família era de 3,2.
Per edats la població es repartia de la següent manera: un 29% tenia menys de 18 anys, un 7% entre 18 i 24, un 38,8% entre 25 i 44, un 19,8% de 45 a 60 i un 5,5% 65 anys o més.
L'edat mediana era de 34 anys. Per cada 100 dones de 18 o més anys hi havia 121,7 homes.
La renda mediana per habitatge era de 51.769 $ i la renda mediana per família de 55.074 $. Els homes tenien una renda mediana de 34.971 $ mentre que les dones 26.362 $. La renda per capita de la població era de 18.632 $. Entorn del 2,7% de les famílies i el 4,8% de la població estaven per davall del llindar de pobresa.